# Лучинский, Юрий Михайлович
Ю́рий Миха́йлович Лучи́нский (род. 7 марта 1952 года, Ленинград) — советский и российский юрист и политик.

## Биография
В 15 лет начал работать токарем на Адмиралтейском судостроительном заводе. Окончил вечернюю школу.
В 1970—1973 годах служил по призыву радистом на Черноморском флоте.
В 1974—1981 годах учился на вечернем отделении юридического факультета Ленинградского университета.
В 1981 году поступил на службу в милицию. Прошёл от участкового инспектора Кировского РУВД Ленинграда до заместителя начальника следственного отдела УВД СВАО Москвы. Подполковник юстиции. В 1986-1990 гг. был членом КПСС.
В 1988—1989 годах работал в следственной группе Прокуратуры СССР в Узбекистане по расследованию коррупции в высшем руководстве республики (так называемая «группа Гдляна — Иванова») Был экспертом комиссии Съезда народных депутатов СССР по «делу Гдляна — Иванова». Принимал активное участие в политическом движении по защите следственной группы.
В 1990 году избран Народным депутатом РСФСР от Петродворцового округа Ленинграда. В составе Съезда народных депутатов РСФСР входил во фракцию «Радикальные демократы», возглавлявшуюся Сергеем Юшенковым. Входил в Верховный совет РФ. Участвовал в подготовке первого Закона РФ «О средствах массовой информации» (проект М. Федотова, Ю. Батурина, В. Энтина). Защищал Дом Советов («Белый Дом») в августе 1991 года.
В 1993—1994 годах был начальником Государственной инспекции при Министерстве печати РФ. В декабре 1994 года в связи с упразднением Госинспекции возвращён на службу в МВД РФ.
С конца 1995 года на пенсии по состоянию здоровья. Адвокат Московской городской, а по возвращении на родину — Санкт-Петербургской городской коллегии адвокатов.
В 2013 году эмигрировал в Израиль.
Имеет брата, двух дочерей, трех внуков и трех внучек.

## Творческая деятельность
Основные сетевые публикации Ю. Лучинского размещены на сайте "Проза.ру", а также в «Живом журнале», где он ведёт блог под ником ment52. Запись «Букет национальной мерзости», негативно освещающая победу Молодёжной сборной России по хоккею на чемпионате 2011 года в США и содержащая нецензурные оскорбления в адрес игроков и ряд не подтвердившихся в дальнейшем сведений об их поведении, получила широкую известность в Рунете.

## Сочинения
- Лучинский Ю. М. Жизнь, прожитая не так. Циничные мемуары. — СПб.: Нестор-История, 2010. — 348 с. — ISBN 978-5-98187-491-8.